# Tvillingsporre
Tvillingsporre (Diascia barberae) är en flenörtsväxtart som beskrevs av Joseph Dalton Hooker. Tvillingsporre ingår i släktet tvillingsporrar, och familjen flenörtsväxter. Inga underarter finns listade i Catalogue of Life.